# Pajtuny (Purda)
Pajtuny (deutsch Pathaunen) ist ein Ort in der polnischen Woiwodschaft Ermland-Masuren. Er gehört zur Gmina Purda (Landgemeinde Groß Purden) im Powiat Olsztyński (Kreis Allenstein).

## Geographische Lage
Pajtuny liegt im Westen der Woiwodschaft Ermland-Masuren, 15 Kilometer südöstlich der Kreis- und Woiwodschaftshauptstadt Olsztyn (deutsch Allenstein).

## Geschichte
Gegründet mag Peythunen – nach 1374 Paitunen und nach 1785 Pataunen genannt – vielleicht schon vor 1374 worden sein, doch wurde die Handfeste erst im Jahre 1374 ausgestellt. Als im Jahre 1874 der Amtsbezirk Purden (polnisch Purda) im ostpreußischen Kreis Allenstein errichtet wurde, wurden die Landgemeinde Pathaunen und der Gutsbezirk Pathaunen eingegliedert.
Der Gutsbezirk Pathaunen erbrachte bei den Volkszählungen am 3. Dezember 1861 eine Fläche von 1.430 Morgen und 7 Wohngebäude bei 98 Einwohnern bzw. am 1. Dezember 1905 eine Fläche von 369,9 Hektar bei 7 Wohnstätten und 97 Einwohnern. Die Einwohnerzahl im Jahre 1910 belief sich auf 116.
Andere Zahlen ergaben sich für die Landgemeinde Pathaunen: 1861 umfasste sie eine Fläche von 894 Morgen mit 11 Wohngebäuden bei 44 Einwohnern, 1905 waren es mit den eingemeindeten Ortschaften Neu Pathaunen und Pathaunenmühle 284,6 Hektar bei 13 Wohnstätten und 135 Einwohnern. 1910 zählte die Landgemeinde Pathaunen 128 Einwohner.
Der Gutsbezirk und die Landgemeinde Pathaunen waren bis zum 30. September 1929 getrennt, als sie sich zur neuen Landgemeinde Pathaunen zusammenschlossen. Die Einwohnerzahlen der so veränderten Landgemeinde beliefen sich 1933 auf insgesamt 265 und 1939 auf 310.
In Kriegsfolge kam Pathaunen 1945 mit dem gesamten südlichen Ostpreußen zu Polen. Das Dorf erhielt die polnische Namensform „Pajtuny“ und ist heute eine Ortschaft im Verbund der Landgemeinde Purda (Groß Purden) im Powiat Olsztyński (Kreis Allenstein), von 1975 bis 1998 der Woiwodschaft Olsztyn, seither der Woiwodschaft Ermland-Masuren zugehörig. Im Jahre 2011 zählte Pajtuny 129 Einwohner.

## Kirche

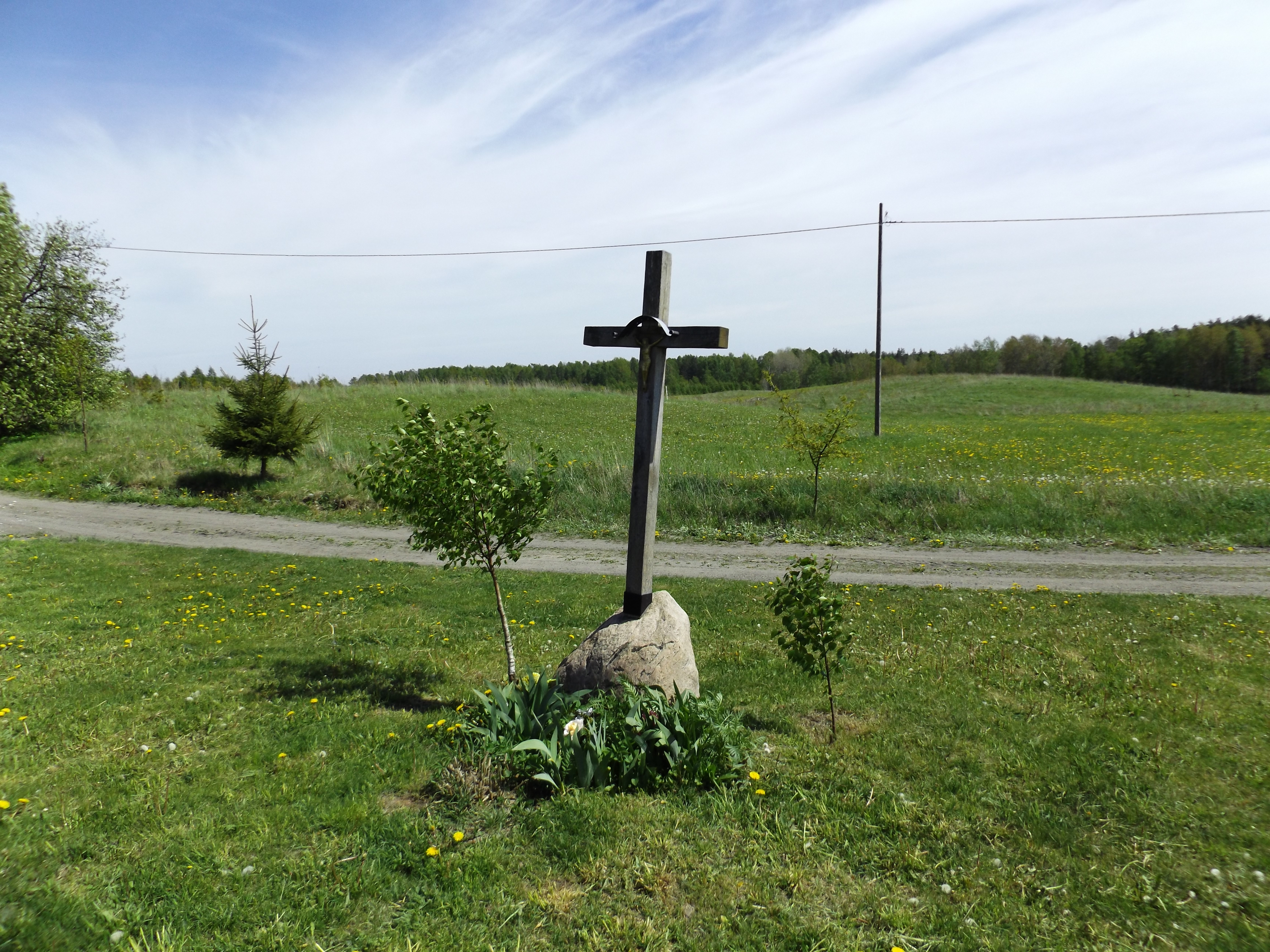
Wegekreuz an einer Straßenkreuzung bei Pajtuny

Bis 1945 war Pathaunen in die evangelische Kirche Allenstein in der Kirchenprovinz Ostpreußen der Kirche der Altpreußischen Union, außerdem in die römisch-katholische Kirche Groß Purden im damaligen Bistum Ermland.
Diese kirchliche Orientierung gilt auch für die Zeit nach 1945: evangelischerseits zu der jetzt Christus-Erlöser-Kirche in Olsztyn, jetzt zur Diözese Masuren der Evangelisch-Augsburgischen Kirche in Polen zugehörig, sowie katholischerseits zur Erzengel-Michael-Kirche in Purda, jetzt dem Erzbistum Ermland zugeordnet.

## Verkehr
Pajtuny liegt an einer Nebenstraße, die Purda (Groß Purden) mit Nowe Pajtuny (Neu Pathaunen) und Prejłowo (Preylowen, 1938 bis 1945 Preiwils) verbindet. Ein Landweg verbindet Pajtuński Młyn (Pathaunenmühle) mit Pajtuny. Ein Anschluss an den Bahnverkehr besteht nicht.